# Galata Mevlevihanesi

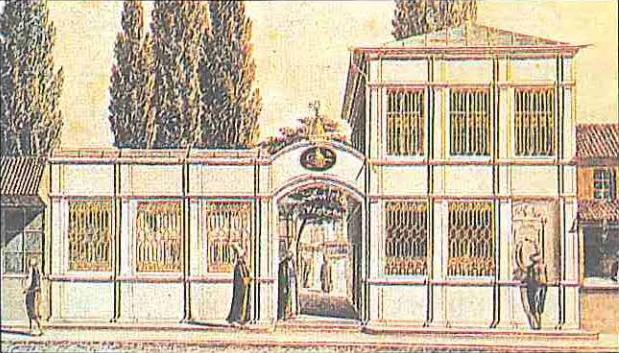
Galata Mevlevihanesi, al segle XVIII

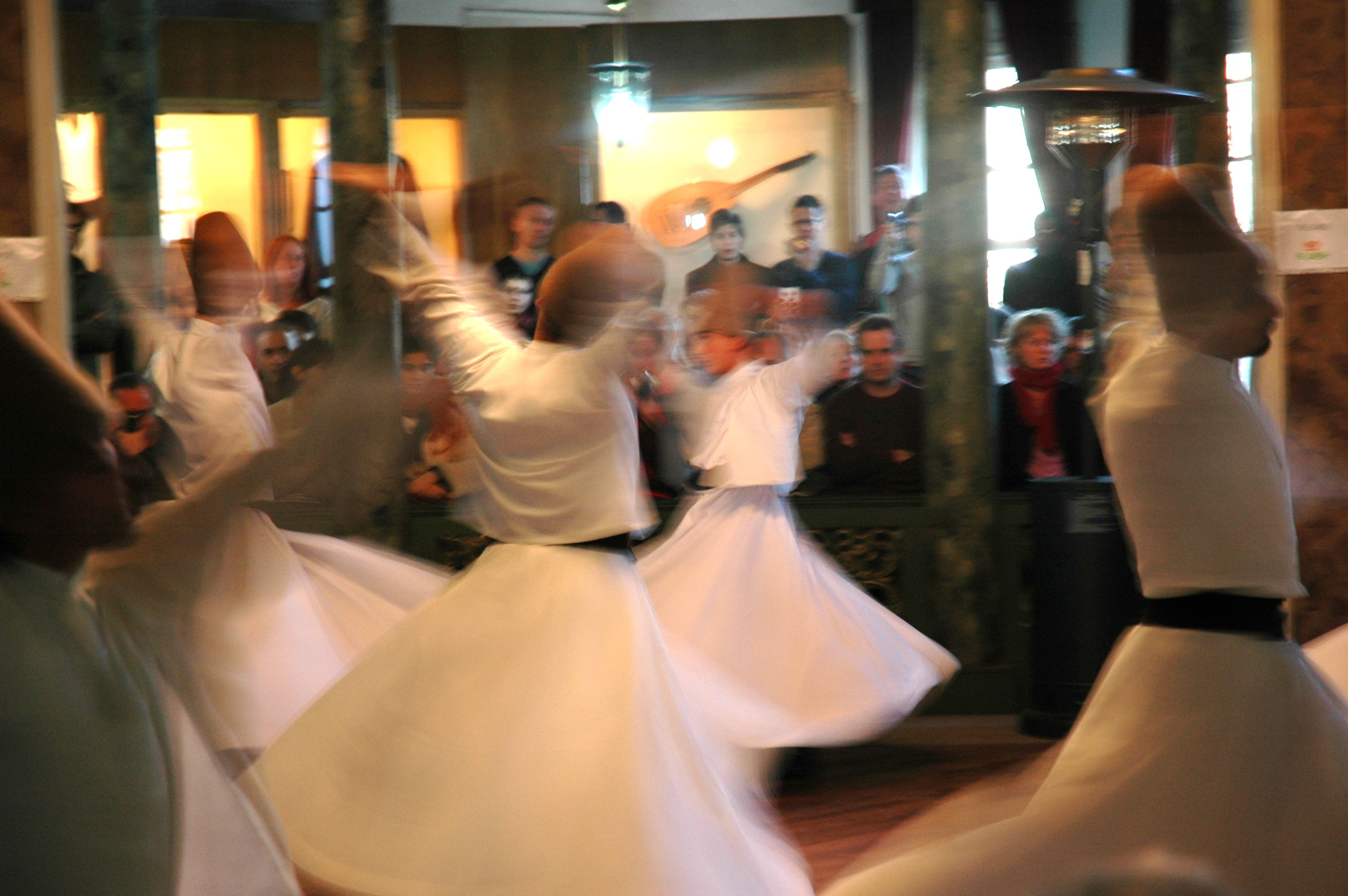
Dervixos dansaires al monestir

El Galata Mevlevihanesi (Casa dels mevlevis) o Galata Mevlevihanesi Müzesi és un museu que està situat al barri de Beyoğlu, a Istanbul (Turquia).
Tot i que el Parlament de Turquia va prohibir les sectes amb una llei de reforma el 1924, aquest monestir s'ha mantingut com el Divan Edebiyatı Müzesi o Museu de la Literatura del Divan (poesia clàssica otomana) l'any 1975. El monestir pertanyia al corrent sufí més famós, el dels Mevlevis.
Situat en un carrer que porta el nom d'un dels grans poetes d'aquesta doctrina, Galip Dede, el museu es troba en una fonda del segle xviii. Posseeix una bella sala de ball octogonal i de fusta. Un grup de sufís devots dansen el sema, un ball ritual que consisteix a donar voltes febrils pel saló en un estat d'èxtasi meditatiu, al so d'una música monòtona.
Al pati interior s'hi poden contemplar les tombes de membres i líders (sheikhs) destacats de la doctrina.